# 復仇 (第一季)
美国电视剧集《復仇》第一季于2011年9月21日至2012年5月23日在美国广播公司（ABC）首播，共22集。该剧主要演員有麥德琳·史道威、艾蜜莉·芬凱普、喬西·鮑曼以及蓋布瑞爾·曼。

## 劇情簡介
艾蜜莉·索恩（艾蜜莉·芬凱普 飾演）在這年暑假來到漢普頓 – 這個號稱全世界最貴地段海灘的豪宅區，租下了一棟海邊的度假屋，就位在格雷森家族的豪宅旁。維多利亞·格雷森（麥德琳·史道威 飾演）是格雷森家族中的母親，這名坐擁豪宅的貴婦同時也是漢普頓的女王，在漢普頓呼風喚雨。格雷森家族的年輕兒子丹尼爾·格雷森對艾蜜莉一見鍾情，兩人馬上陷入熱戀。
但在這光鮮亮麗的表面下，艾蜜莉其實別有目的。艾蜜莉過去曾經住在漢普頓，她原本的名字叫愛曼達·克拉克。她的父親在她小時候遭格雷森家族陷害栽贓，並被過去深愛的維多莉亞背叛，就這麼枉死獄中，如今艾蜜莉重回漢普頓，潛入造成她家庭分崩離析的兇手之間，準備展開復仇……

## 制作
2011年1月，ABC订购了试播集的脚本。2011年3月，女演员艾蜜莉·芬凱普被确定为女主角，不久，有消息说艾希莉·梅德霍也会在该剧中出演角色， 麥德琳·史道威和亨利·雀爾尼也将出演。 麥斯·馬汀尼和羅比·阿密爾分别饰演私人投资者法蘭克·史蒂文斯和富裕学生亞當·康納。由于Marc Blucas在Necessary Roughness一剧中有演出合同，无法在本剧中饰演艾蜜莉的父亲，詹姆士·塔柏便代替Marc Blucas的角色。
2011年5月13日，ABC决定将该剧拍成剧集。5月17日，ABC宣布该剧集将在2011年秋季每周三东部时间晚上10点/中部时间晚上9点播出。

## 各集列表
- 第1集：開場
- 第2集：信任
- 第3集：辜負
- 第4集：表裡不一
- 第5集：罪惡
- 第6集：詭計
- 第7集：字謎
- 第8集：背叛
- 第9集：懷疑
- 第10集：忠心
- 第11集：脅迫
- 第12集：背信
- 第13集：承諾
- 第14集：知覺
- 第15集：混亂
- 第16集：醜聞
- 第17集：疑慮
- 第18集：正義
- 第19集：赦免
- 第20集：遺產
- 第21集：哀慟
- 第22集：決戰

## 评价
《復仇》第一季收到了普遍好评，IMDB上23,526个用户对其作出了8.3分（总分10分）的评价，Metacritic上20家媒体对其评分为66/100。

## DVD
《复仇》第一季的于2012年8月21日发行了第一区的DVD，包括了全部22集以及额外素材，例如“Nolan's World: An Interview With The Infamous Nolan Ross”、“Lifestyles Of The Rich And Dangerous: The Making Of REVENGE”、“Hamptons Bound: Preparing For Life At The Shore”、删除的片段和NG镜头等。